# OpenSSO
Das Open Web Single Sign-On Project (kurz: OpenSSO) ist ein von Sun Microsystems entwickeltes Werkzeug zur Verwaltung eines einheitlichen Logons für unterschiedliche Anwendungen und Java-Applikationen (Identitätsmanagement mit Single Sign-on). Die quelloffene Software hat ihren Ursprung in dem kommerziellen Sun-Produkt Java System Access Manager, welches inzwischen als OpenSSO Enterprise vertrieben wird. Die Software unterliegt der Common Development and Distribution License (CDDL).
Nach dem Kauf der Firma Sun durch Oracle kündigte letztere Firma an, die kommerzielle OpenSSO-Version mittelfristig nicht mehr vertreiben zu wollen, sondern stattdessen auf ihr eigenes Web Access Management-Produkt zu setzen.
Mit der Firma ForgeRock hat sich ein Anbieter gefunden, der das Produkt unter dem Namen OpenAM weiterentwickeln will und Support anbietet.